# Joni Haastrup
Joni Haastrup aussi connu sous Johnny Haastrup ou encore Prince Joni Ademola Haastrup est un chanteur nigérian. Il est né en Nigeria. Il a été membre fut membre du groupe Monomono dont il est le fondateur. Il a également fait partie de plusieurs groupes dont Ginger Baker And Salt, Ginger Baker's Air Force, Monomono, The Clusters (3), The Hykkers, The Rhyth-O-Matics, The Strangers (50), Victor Ola-lya And His Cool Cats, Victor Olaiya & His All Stars.

## Biographie
Joni Haastrup est né en Sierra Leone en 1948. Il est issu d'un roi Yoruba au Nigéria. Inspiré par les beatles en écoutant les disques vinyles de son frère, il commence la musique très tôt. À partir de 1971, il fond le groupe nigérian d'Afrobeat et Afro rock appelé Monomono,. Une idée qu'il a eu à la suite de sa rencontre Ginger Baker qui est batteur de rock et collaborateur de Fela. Malheureusement, le groupe se sépare en 1976. Joni se rend à Londres, en Angleterre où il enregistre son album Wake Up Your Mind qui marquera le début de sa carrière solo,.

## Dicographie

### Album
- 1973: Afro Funk Musik Water Pass Gari (Or Gari Pass Water)[7]
- 1978: Wake up your mind

### Collaborations
- 1971: Ginger Baker And Salt[1]
- Ginger Baker's Air Force
- 1971: Monomono
- The Clusters (3)
- The Hykkers
- The Rhyth-O-Matics
- The Strangers (50)
- 1965: Victor Ola-lya And His Cool Cats[3]
- Victor Olaiya & His All Stars
- Afro Cult Foundation[8]